# Даржево (Ґрифицький повіт)
Даржево (пол. Darżewo, нім. Darsow) — село в Польщі, у гміні Бройці Ґрифицького повіту Західнопоморського воєводства.
Населення — 145 осіб (2011).

## Демографія
Демографічна структура станом на 31 березня 2011 року:
|          | Загалом | Допрацездатний вік | Працездатний вік | Постпрацездатний вік |
| -------- | ------- | ------------------ | ---------------- | -------------------- |
| Чоловіки | 84      | 19                 | 60               | 5                    |
| Жінки    | 61      | 14                 | 33               | 14                   |
| Разом    | 145     | 33                 | 93               | 19                   |